# جريسوني سانت جان

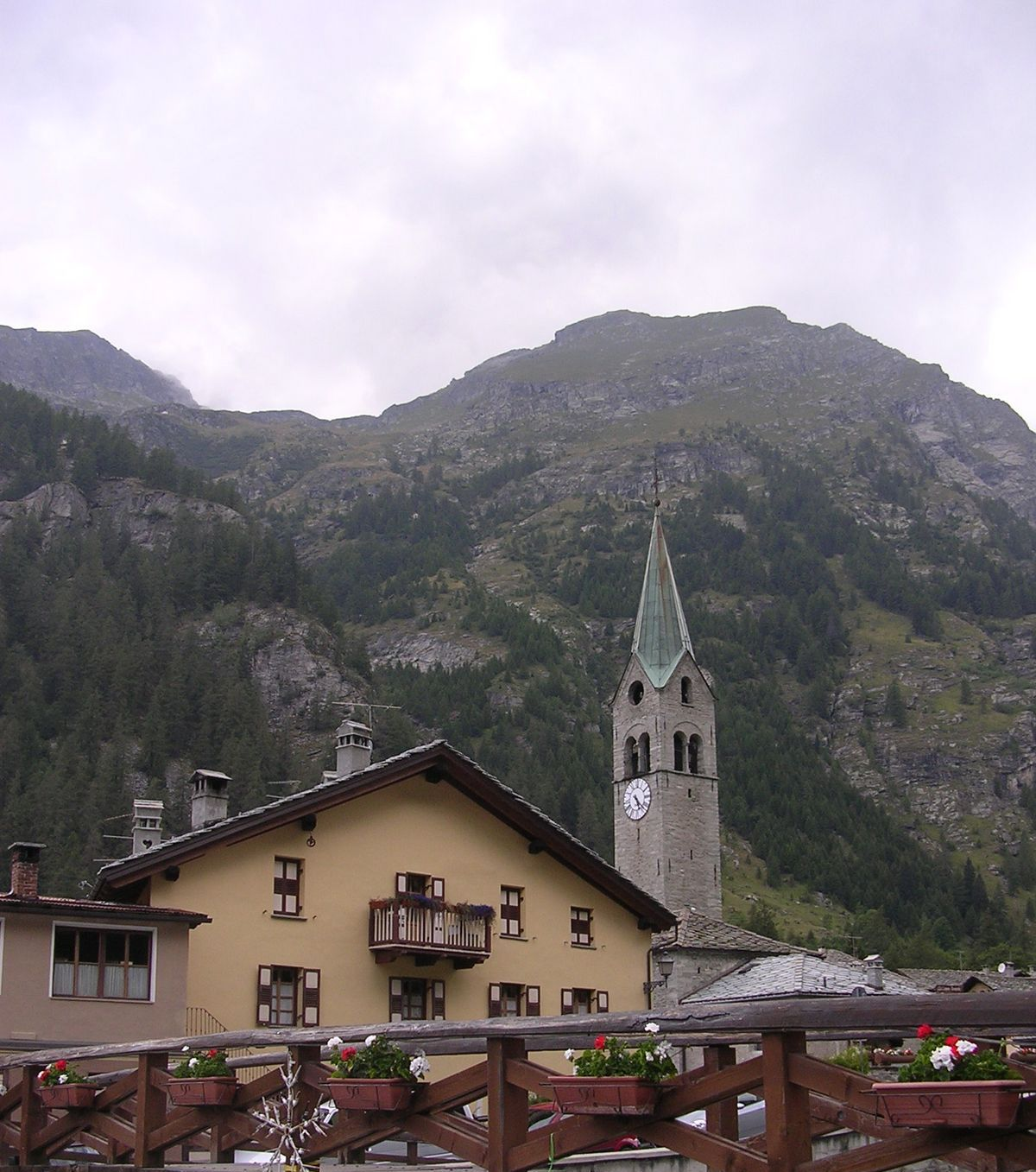
كنيسة القديس يوحنا

بلدة جريسوني سانت جان هي بلدة تقع في إقليم وادي أوستا شمالي غرب إيطاليا.

## التاريخ

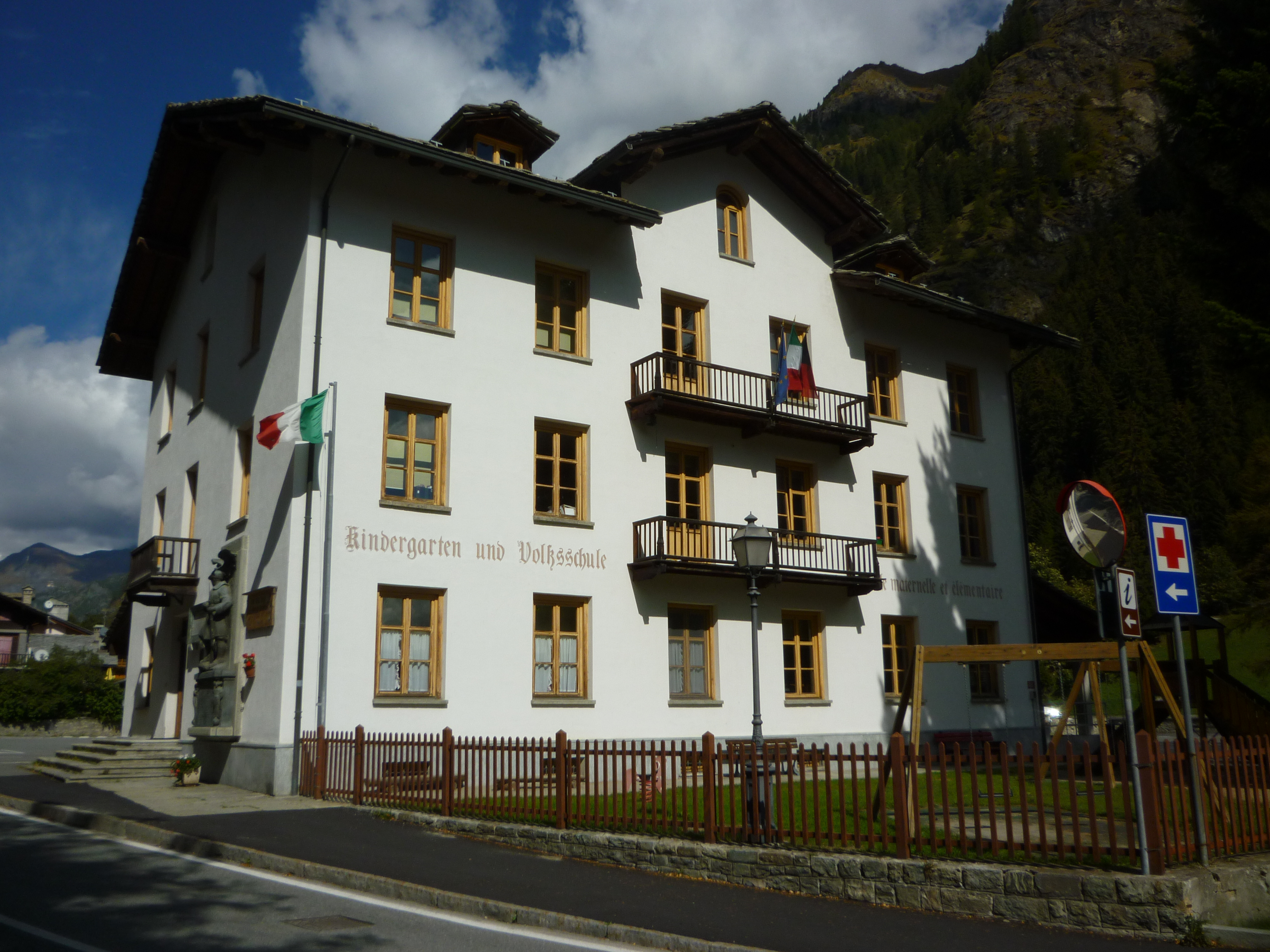
روضة أطفال ومدرسة ابتدائية في جريسوني.

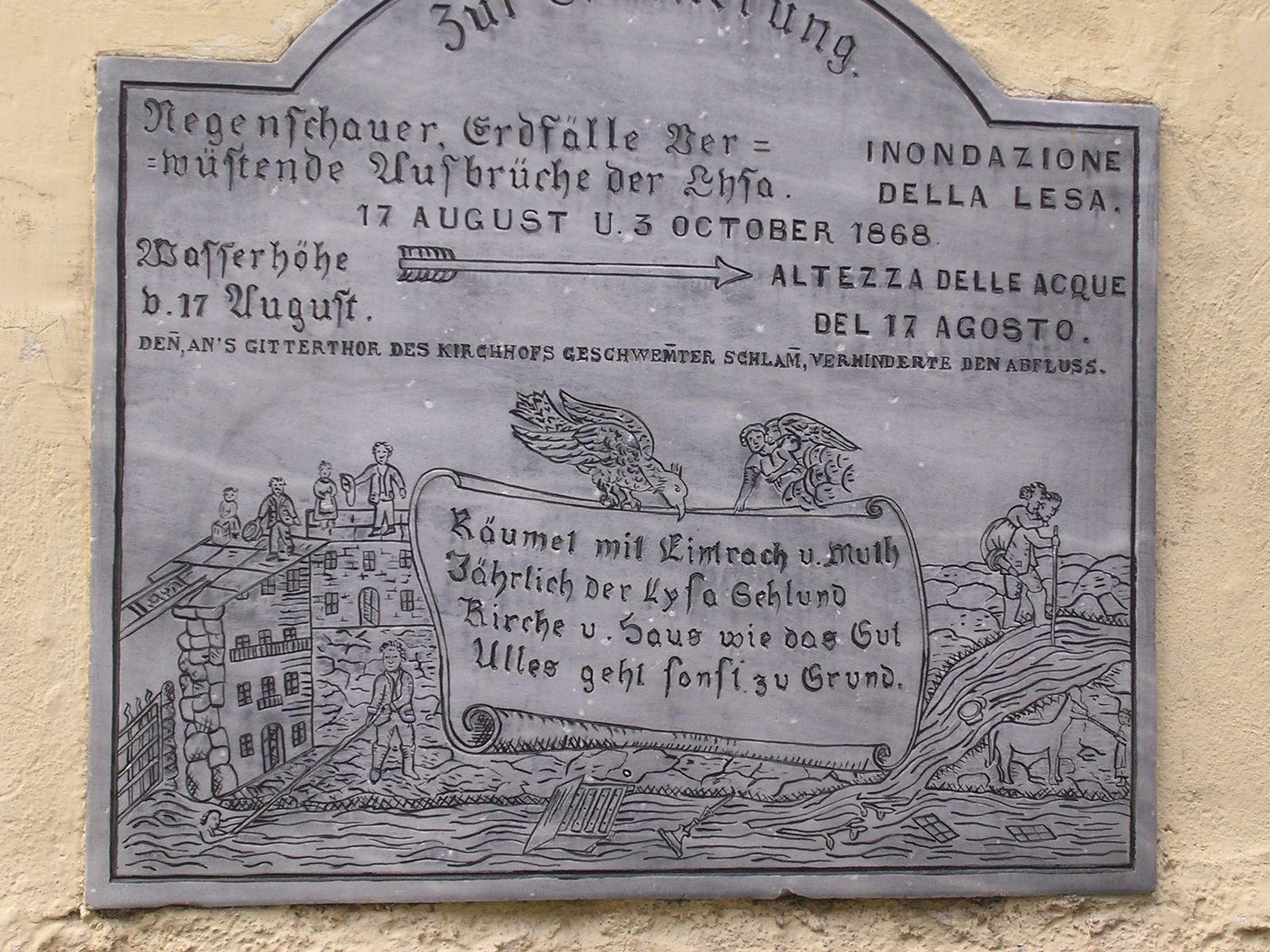
لوحة تذكارية لفيضان عام 1868 مكتوبة بالألمانية والإيطالية. وتُظهر اللوحة درجة ارتفاع المياه التي وصل إليها نهر ليس في 17 أغسطس.

على الرغم من أن بلدة جريسوني سانت جان وبلدة جريسوني لا ترينيتي تشكلان كومونتين منفصلتين، إلا أنهما تشكلان ثقافة والسر الألمانية المعروفة بـ Greschòney أو Creschnau في Greschoneytitsch (أو ببساطة Titsch) بلهجة والسر الألمانية المحلية، أو Kressenau بالالمانيه.
ومنذ عام 1928 وحتى عام 1946 كانت البلدتين متحدتين في بلدية واحدة وسميت رسميا جريسوني، حيث تم تطبيعها بالطابع الإيطالي تحت مسمى جريسوني منذ عام 1939 فصاعدا. واعيد تشكيل البلديتين السابقتين بعد نهاية الحرب العالمية الثانية. 
مثال على Greschòneytitsch:
| Walser German                                                                           | German                                                                          | English                                                         |
| --------------------------------------------------------------------------------------- | ------------------------------------------------------------------------------- | --------------------------------------------------------------- |
| Endsche Attò das béscht em Hémmel, dass héilege sígge Dín Noame. Chéeme Dín Herrschaft. | Vater unser der Du bist im Himmel, geheiligt werde Dein Name. Dein Reich komme. | Our Father in heaven, hallowed be your name. Your kingdom come, |

## روابط خارجية
- معلومات للسياح عن Gressoney-Saint-Jean نسخة محفوظة 9 أغسطس 2017 على موقع واي باك مشين. www.gressoneyonline.it (الإيطالية)، مسترجع 9 أغسطس 2017